# Claire Kronburger
Claire Maria Kronburger, auch geführt als Klara Kronburger (* 8. Januar 1905 in München; † nach 1927) war eine deutsche Stummfilmschauspielerin mit sehr kurzer Karriere Mitte der 1920er Jahre.

## Leben und Wirken
Die Nichte des Schauspielers Otto Kronburger hatte die Höhere Töchterschule besucht und mit 16 Jahren Schauspielunterricht bei Professor Jacobi erhalten. Da sie nicht sofort ein Engagement erhielt, verdiente sich Claire Kronburger als Stummfilmpianistin in Kinos. Schließlich gab sie ihr mit 18 Jahren Schauspieldebüt an einem Volkstheater.
Stuart-Webbs-Darsteller Ernst Reicher entdeckte sie eines Tages und gab der Münchnerin im Januar 1924 eine der beiden weiblichen Hauptrollen in dem Webbs-Krimi Die malayische Dschonke. Es folgten noch neun weiterer Stummfilme, darunter drei weitere Stuart-Webbs-Detektivabenteuer, ehe sie 1927 schlagartig ihre Filmkarriere beendete. Im folgenden Jahr, am 18. Februar 1928, wanderte Claire Kronburger, die sich aufgrund einer Eheschließung auch hin und wieder Klara/Kläre Ney nannte, nach Südamerika aus und schiffte sich von Bremen in Richtung Buenos Aires ein. Was sie in Argentinien oder in Brasilien, wo sie als Clara Maria Kronburger de Wilken registriert war, tat, ist derzeit nicht bekannt.

## Filmografie (komplett)
- 1924: Die malayische Dschonke
- 1924: Die Perlen des Dr. Talmadge
- 1924: Die vertagte Hochzeitsnacht
- 1924: Die letzten vier Sekunden des Quidam Uhl
- 1924: Die Bestie von San Silos
- 1925: Die Liebe der Bajadere
- 1925: Das Parfüm der Mrs. Worrington
- 1925: Das Geheimnis einer Stunde
- 1926: Der Meister von Beuron
- 1927: Die Heiratsfalle